# Combined Chiefs of Staff
Le chef d'état-major combiné ou Combined Chiefs of Staff (CCS) en anglais, est l'état-major interarmées des États-Unis et de la Grande-Bretagne pendant la Seconde Guerre mondiale. Ce fut l'organisme qui fixa la totalité des grandes décisions politiques pour les deux nations, sous réserve de l'approbation du Premier ministre britannique Winston Churchill et du président américain Franklin D Roosevelt.

## Histoire
L'organisation est née des réunions de la conférence Arcadia à Washington, du 22 décembre 1941 au 14 janvier 1942. Peu de temps après l'attaque japonaise de Pearl Harbor, le Premier ministre Churchill et son personnel militaire supérieur mettent à profit la conférence pour définir la stratégie générale de la guerre.
L'idée d'un commandement combiné vient du chef d'état-major de l'armée américaine, George Marshall, qui reçoit l'approbation de Roosevelt. Les conseillers privilégiés de Churchill y étaient beaucoup moins favorables, notamment le chef de l'armée britannique, le général Alan Brooke. Il rejoindra finalement Londres pour gérer les détails quotidiens de la gestion de l'effort de guerre britannique et ne sera plus consulté. Dans le cadre du plan de Marshall, Roosevelt met également sur pied un état-major interarmées du côté américain. Le conseil combiné est stationné en permanence à Washington, où le maréchal John Dill représentait la moitié britannique.
Le CCS est constitué du Comité des chefs d'état-major britanniques et des chefs d'état-major interarmées américains. L'unité américaine est créée en partie pour présenter un front commun aux chefs d'état-major britanniques. L'organisation tient sa première réunion officielle le 9 février 1942 pour coordonner les opérations militaires américaines entre les départements de la guerre et de la marine,.
La charte CCS est approuvée par le président Roosevelt le 21 avril 1942. Les membres américains du CSC étaient le général George Marshall, le chef d'état-major de l'armée américaine et le chef des opérations navales, l'amiral Harold R. Stark (remplacé au début de 1942 par l'amiral Ernest J. King) ; et le chef (plus tard commandant général) des Forces aériennes de l'armée, le lieutenant-général Henry H. Arnold. En juillet 1942, un quatrième membre rejoint l'équipe, le chef d'état-major personnel du président, l'amiral William D. Leahy.
Du côté britannique, les chefs d'état-major n'assistaient normalement qu'aux conférences des chefs d'État. Néanmoins, la mission d'état-major interarmées britannique était postée en permanence à Washington afin de représenter les intérêts britanniques. Les membres britanniques étaient un représentant du Premier ministre, en sa qualité de ministre de la Défense, et du comité des chefs d'état-major, composé du First Sea Lord, du chef de l'état-major général et du chef d'état-major aérien, ou le représentant de Washington de chacun. Le représentant du Premier ministre était le maréchal John Dill, remplacé après sa mort par le maréchal Henry Maitland Wilson. Les représentants de Washington du Comité des chefs d’état-major, qui rencontraient normalement les membres des États-Unis à la place de leurs directeurs, étaient les officiers supérieurs de leurs services respectifs au sein de la Mission d’état-major britannique à Washington.
Au cours de la guerre, le First Sea Lord était représenté par l'amiral Charles Little (en), l'amiral Andrew Cunningham, l'amiral Percy Noble et l'amiral James Somerville ; le chef de l'état-major général était représenté par le lieutenant-général Colville Wemyss (en) et le lieutenant-général Nevil Macready ; et le chef d'état-major aérien était représenté par le maréchal de l'Air Douglas Evill (en), le maréchal de l'Air William L. Welsh (en) et le maréchal de l'Air Douglas Colyer. Dill, un proche ami de Marshall, a souvent pris la position américaine et empêché ainsi une polarisation qui aurait nui à l'efficacité.
L'organisation combinée des chefs d'état-major comprenait le secrétariat combiné et un certain nombre de comités.
Au printemps 1942 dans l'hémisphère Nord, la Grande-Bretagne et les États-Unis se sont mis d'accord sur une répartition mondiale des responsabilités stratégiques. Le 24 mars 1942, les chefs d'état-major interarmées américains furent désignés comme les principaux responsables de la guerre dans le Pacifique, et les chefs britanniques pour la région du Moyen-Orient-océan Indien, tandis que la zone Europe-Méditerranée-Atlantique serait une responsabilité combinée de les deux états-majors. La Chine a été désignée comme un théâtre séparé commandé par son chef d'État, Chiang Kai-shek, bien qu'étant dans la sphère de responsabilité des États-Unis. Six jours plus tard, les chefs d'état-major interarmées ont divisé le théâtre du Pacifique en trois zones : la Pacific Ocean Areas (POA), la South West Pacific Area (SWPA) et la Southeast Pacific Area (SPA). La Pacific Ocean Area devint officiellement opérationnelle le 8 mai.
Le CCS tenait généralement ses réunions à Washington. Le CCS complet ne se réunissait généralement que pendant les grandes conférences de guerre sur la grande stratégie, comme à Casablanca (voir les Conférences interalliées). Les réunions des chefs de gouvernement lors de ces conférences ont été conçues pour parvenir à un accord formel sur des questions entièrement traitées par le CCS. Lors de la conférence de Casablanca en janvier 1943, le général Frank Maxwell Andrews est nommé commandant de toutes les forces américaines au théâtre européen des opérations.
Bien qu'étant responsable à la fois des gouvernements britannique et américain, le CCS contrôlait les forces de nombreux pays différents dans tous les théâtres, y compris le Pacifique, l'Inde et l'Afrique du Nord. Les représentants des nations alliées n'étaient pas membres du CCS, mais la procédure acceptée comprenait la consultation des « représentants militaires des puissances associées » sur les questions stratégiques. Une grande partie de la coopération s'est poursuivie entre les militaires britanniques et américains après la guerre, y compris la structure des chefs d'état-major combinés, et elle a été utilisée à nouveau pendant le blocus de Berlin de 1948, ainsi qu'aux négociations ayant abouti à l'Organisation du traité de l'Atlantique nord.

## Aujourd'hui
Les Comité des chefs d’état-major interarmées américains et le Comité des chefs d'état-major du Royaume-Uni se sont réunis à Washington en tant que « comité mixte des chefs d'état-major » vers mars 2013, pour la première fois depuis leurs réunions de la Seconde Guerre mondiale. Des réunions ultérieures ont eu lieu à Londres 2014 et à l'université de la Défense nationale, mai 2015.